# Afrikansk skovand
Afrikansk skovand (latin: Pteronetta hartlaubii) er en andefugl, der lever i det vestlige og centrale Afrika.